# سيبستيان هيلبك
سيبستيان هيلبك (بالألمانية: Sebastian Helbig)‏ (25 أبريل 1977 بغوتا في ألمانيا - ) هو لاعب كرة قدم ألماني في مركز الوسط. شارك مع منتخب ألمانيا لكرة القدم تحت 18 سنة. أما مع النوادي، فقد لعب مع إرتسغيبيرغه آوه وإنيرجي كوتبوس وباير 04 ليفركوزن ودينامو دريسدن وكارل زايس يينا ونادي كولن ونادي أونترهاخينغ وBayer 04 Leverkusen II ‏ وFC Rot-Weiß Erfurt ‏ وFSV Zwickau ‏.

## وصلات خارجية
- سيبستيان هيلبك على موقع قاعدة بيانات كرة القدم.إي يو (الإنجليزية)
- سيبستيان هيلبك على موقع بيانات كرة القدم. دي إي (الألمانية)
- سيبستيان هيلبك على موقع عالم كرة القدم.نت (الإنجليزية)